# Online többjátékos csatamező
Az online többjátékos csatamező – (angolul) multiplayer online battle arena (MOBA), de úgy is ismert, mint action real-time strategy (ARTS) – a valós idejű stratégiai játék (RTS) műfaj egyik alműfaja, amelyben a játékos egy karaktert irányít két csapat valamelyikben. A játék célja, hogy az egyik csapatnak le kell rombolni a másik csapat központi bázisát. Ehhez segítségül jönnek a számítógép által vezérelt egységek (NPC), amelyek ösvényeken haladnak. A játékosok által vezért karakterek különféle képességgel rendelkeznek, amelyeket használva különféle csapatstratégiákat lehet felépíteni.
Az első ilyen stílusú játék az Aeon of Strife (AoS), amely egy Starcraft-pályaként jött létre. A stílus alapjai is itt keletkeztek, ugyanis a játékos egy erős egységet irányított gyengébb NPC-k segítségével, erősebb NPC-k ellen. A következő ilyen játék a Defense of the Ancients (DotA), amely az Aeon of strife nevezetű pályát vette alapul, azzal a különbséggel, hogy Warcraft III: Reign of Chaos módként futott. Ez volt az első MOBA, amiből már bajnokságokat is tartottak. Ezt több nagy sikerű Moba követte, például League of Legends és a Heroes of newerth, Dota 2, és ezeken még kívül még nagyon sok más hasonló stílusú játék jelent meg.

## Történet
A stílus alapja egészen az egyik legkorábbi RTS-hez kapcsolódik. Az 1989-ben egy Sega Genesis játék (Herzog Zwei) idézi elsőként a MOBA stílusjegyeit. Ebben a játékos egy karaktert irányított, amellyel egy másik csapat ellen küzdött.
1998-ban jelent meg a Future Cop: LAPD, melyben az úgynevezett Precinct Assault mód mechanizmusa hasonlított a Herzog Zwei-hoz, ahol afféle módon lehetett harcolni. Ennek a játéknak a mechanizmusa évekkel később is megjelent olyan játékokban, mint a Guilty Gear 2: Overture (2007) és az AirMech (2012).
1998-ban a Blizzard Entertainment szárnyai alatt megjelent az egyik legjelentősebb RTS játék, a Starcraft. Ez a játék egy külön pályaszerkesztővel (StarEdit) lehetővé teszi, hogy a játékosok egyedi pályákat készítsenek, amelyek különbözőek az eredeti pályáktól. Ennek lehetőségit kihasználva egy Aeon64 nevű modder megalkotta az Aeon of strifre pályát. Aeon64 a Future Cop: LAPD Precinct Assault módjához nagyon hasonló pályát hozott létre.
2002-ben megjelent a Warcarft 3: Reign of Chaos, amely hasonló pályaszerkesztővel bír, mint a Starcraft. Ebben az időszakban lett szélesebb körben is ismert a MOBA. Egy Eul Began nevezetű modder átemelte az Aeon of strife pályát a warcarft 3-ba is, majd Defense of the Ancients (DotA)-nak nevezte el. Eul alaposan fejlesztette az alappálya komplexitását, azonban ez nem hozta meg a várt sikert, ezért hamarosan befejezte a fejlesztést. Ennek ellenére nagyon sok modder készített valamilyen variánst, ezt a pályát alapul véve. 2003-ban megjelent a Warcraft III: The Frozen Throne. Egy modder, akit Meiannak neveznek, Euléhoz hasonló pályát készített úgy, hogy a többi modder által készített módokból is emelt át különféle ötleteket, majd DotA: Allstar-nak nevezte el azt. Néhány hónap leforgása alatt a legkedveltebbé vált. A Játék nagyon sok változtatáson ment keresztül. Egy IceFrog nevezetű modder az egész játékot alapjában változtatta meg a mód komplexitását, így nagyon sok játékost csábított vissza.
2008-ra a DotA hatalmas sikereket ért el. 2009 végén A Riot Games bemutatta a saját MOBA játékát, a Leauge of legendset. Mindeközben a Valve felvette Icefrogot. IceFrog ezek után is folytatta a Dota allstar fejlesztését.
2010 S2 Games bemutatta a Heroes of Newerth amely olyanféle volt mint a DotA allstar. Még az évben a Valve corporation bejelentette a DotA 2-t majd megszerezte a kizárólagos jogokat. A Dota 2 ezután 2013-ban jelent meg
2012-ben komoly viták után az Activison Blizzard bejelentette a saját MOBA játékát a Heroes of the Stormot. 2014-ben pedig a Hi-Rez Studios bemutatta a szokatlan külső nézetes Smite nevezetű Mobáját.

## Játékmenet

A pálya egyik lehetséges felépítése. Megfigyelhető az ösvények iránya, illetve a tornyok és a bázisok elhelyezkedése

Általában két csapat küzd egymás ellen, akiknek az a céljuk, hogy lerombolják a ellenfél bázisát. Sok játékban opcionális nyerési lehetőségek is vannak, azonban az az alapcélja ezeknek a játékoknak, hogy egy központi épületet kell lerombolni. Vannak úgynevezett tornyok, amelyek próbálják megakadályozni, hogy könnyű legyen behatolni a bázisra, illetve gyenge gép által irányított egységek, amelyek meghatározott időnként jelennek meg és indulnak el az ellenfél bázisa felé. Továbbá három ösvényen harcolhatunk a másik ellen.
A Játékos egy egységet irányít, amelyet hősöknek vagy bajnokoknak hívnak. Ha egy hős megöl egy másik hőst az ellenfél csapatából, akkor tapasztalati pontokat illetve aranyat kap. Ezek segítségével lehet erősebbé tenni az irányított hőst. Azonban ha meghal a hős, akkor pedig aranyat veszít, és bizonyos ideig várni kell, hogy újra visszakerüljön a játékba
Aranyat több forrásból is szerezhet a hős. Többek között a bázistól, a gép által irányított gyengébb egységek leölésével. A megszerzett aranyat ezután különféle „tárgyakra” lehet költeni, amelyek különféle képességeket adnak, illetve erősítik a hőst, hogy tovább bírja a küzdelmet.
Ahogy egyre fejlődnek a hősök, komoly taktikai lépésekkel tudnak felülkerekedni és így lerombolni az ellenfél bázisát.

## Fordítás
Ez a szócikk részben vagy egészben  a   Multiplayer_online_battle_arena című angol Wikipédia-szócikk fordításán alapul.  Az eredeti cikk szerkesztőit annak laptörténete sorolja fel. Ez a jelzés csupán a megfogalmazás eredetét és a szerzői jogokat jelzi, nem szolgál a cikkben szereplő információk forrásmegjelöléseként.